# 我的夜晚比你的白天更美
《我的夜晚比你的白天更美》（法語：Mes nuits sont plus belles que vos jours）是一部1989年法國浪漫劇情片，由安德烈·左拉斯基編劇和導演，改編自拉斐爾·畢爾德1985年的同名小說，以充滿韻律、雙關語和引語的獨特對話講述了兩個有天賦但受到傷害的人之間突然發生的戀情的故事。

## 剧情
在巴黎，盧卡是一位才華橫溢、成功的計算機科學家，他被診斷出患有罕見且致命的腦部疾病，這意味著他將迅速失去記憶和連貫說話的能力。從醫院到一家咖啡館時，他被一位美麗但古怪的年輕女子布朗什所吸引。他訂完晚飯後，她就離開了他，他在街上一直等到天亮。開車經過時，她停下來為他的摯愛而哭泣，但她必須去上班。
她的工作地點是比亚里茨的一家酒店，她會一边表演透視術一边脫掉衣服。他跟著她到了那裡，住进了一間豪華套房。黎明時分，她精疲力盡地進來，睡著了。他點了早餐後，她就走了出去，沒有意識到他的尷尬言論是由於心智能力下降造成的。
後來她回來了，兩人做愛了。她也承受著巨大的壓力，为她濫交的母親強迫從事她所厭惡的剝削行為。那天晚上，她在舞台上崩潰了，黎明時分來找盧卡。他帶她來到荒無人煙的海灘，兩人在大西洋海浪中笑著親吻，走向死亡。

## 演员
- 苏菲·玛索 饰 布朗什
- 傑克·瞿彤克（英语：Jacques Dutronc） 饰 卢卡
- 瓦勒瑞·拉格蘭（英语：Valérie Lagrange） 饰 布朗什的母亲
- 米麗安·梅濟耶爾（法语：Myriam Mézières） 饰 埃德维热
- 蘿蘭·基琳（英语：Laure Killing） 饰 伊纳
- 法蘭西斯·修梅特（英语：François Chaumette） 饰 酒店看門人
- 薩迪·雷伯特（英语：Sady Rebbot） 饰 弗朗索瓦
- 薩利姆·塔爾比 饰 侍者